# Частые побочные явления
«Частые побочные явления» (англ. Common Side Effects) — американский мультсериал для взрослых, созданный продюсерами Джозефом Беннет и Стивом Хэли в соавторстве с Майком Джаджем и Грэгом Дэниелс. Выходит в рамках блока Adult Swim на телеканале Cartoon Network со 2 февраля 2025 года.
Сюжет посвящён двум школьным друзьям, Маршаллу и Фрэнсис, которые воссоединяются и обнаруживают гриб «Голубой ангел» — легендарную разновидность, которая действует как лекарство, способное исцелять все человеческие болезни (включая открытые травмы или психическое расстройство). В процессе его защиты они также раскрывают заговор, в котором участвуют фармацевтическая компания Reutical Pharmaceuticals, Inc., и американское правительство, ставящее своей целью скрыть все сведения об этом лекарстве.
Название сериала отсылает к медицинскому термину побочных явлений, которые традиционно подразделяются на очень частые, частые, менее частые, редкие и очень редкие.
Сериал был тепло встречен критиками — в частности, один из авторов New York Times оценил «стиль и невозмутимый голос» повествования.

## Концепция и структура серий
Сериал является одним из приверженцев «горизонтального повествования», то есть наследующий практику связки эпизодов единой сюжетной аркой. 
Сюжетная составляющая строится на отношениях главного героя, Маршалла, и знакомых ему людей, включая школьную подругу Фрэнсис, работающую в фармацевтической компании Reutical Pharmaceuticals, Inc. (главном антагонисте сериала), Хильди, наставника-миколога, и Зейна, сводного брата, владеющего зоомагазином и увлекающегося употреблением наркотиков.
Помимо этого, в сериале также присутствуют второстепенные сюжетные линии, формируемые общением Джонаса Бакштейна (влиятельного члена правления Reutical) и американского правительства, агентов управления по борьбе с наркотиками Копано и Харрингтона, расследующих дело Маршалла, а также членами семьи Фрэнсис (включая мать, страдающую расстройством интеллекта).
Сериал разделён на две вселенные — основную, включающую мир, где происходит действие сериала, а также второстепенную, видимую (по состоянию на первые три серии) только в рамках предсмертного бреда.

## Главные герои сериала

### Основные
- Маршалл Кусо (озвучивает Дэйв Кинг) — протагонист, опытный специалист по грибам, который занимался благотворительностью в зарубежных странах и научными работами по микологии. Известен фактами стычек с управлением по борьбе с наркотиками.
- Фрэнсис Эпплуайт (озвучивает Эмили Пендергаст) — одноклассница и подруга Маршалла в старшей школе, работник фармацевтической компании Reutical. Хотя поначалу она сомневалась в эффекте «Голубого ангела», в конце концов увидела в грибах денежную ценность и решила передать их Рику, чтобы тот позаботился о ее матери, у которой недавно диагностировали слабоумие.
- Агенты Копано (озвучивает Джозеф Ли Андерсон) и Харрингтон (озвучивает Марта Келли) — беззаботные лучшие друзья, работающие в Управлении по борьбе с наркотиками. Келли описывает Харрингтон как «глупую, но очень прагматично относящуюся к своей работе», в то время как Андерсон описывает Копано как человека, который «разбирается в теориях заговора» и которому нравится «соединять точки соприкосновения, когда они, вероятно, не должны быть связаны».
- Рик Крюгер (озвучивает Майк Джадж) — некомпетентный исполнительный директор Reutical и главный герой сериала, увлекающийся игровыми симуляторами фермера, часто играя в неподходящих условиях, таких как работа и официальные мероприятия. Заинтересован в извлечении прибыли из компании, однако находясь на своей должности, ответственен, по большей части, за маркетинговые проблемы.

### Второстепенные
- Ник (озвучивает Бен Фельдман) — вялый, часто забывчивый парень Фрэнсис, который обожает виртуальные игры.
- Джонас Бакштейн (озвучивает Дэнни Хьюстон) — влиятельный член правления Reutical, имеющий тесные связи с федеральным правительством и сосредоточенный на уничтожении Маршалла и грибов.
- Сесили (озвучивает Сидни Пуатье) — политик, которую Джонас поддерживает финансово в надежде, что она выполнит его просьбу в интересах Reutical.
- Хильди (озвучивает Сью Роуз) — своеобразный наставник Маршалла, миколог.
- Зейн (озвучивает Алан Резник) — сводный брат Маршалла, который любит психоделики и управляет зоомагазином.
- Соня Эпплуайт (озвучивает Лин Шей) — мать Фрэнсис, у которой диагностировали слабоумие. Является главной мотивацией для приобретения Фрэнсис «Голубого ангела».
- Амелия (озвучивает Шеннон Вудворд) — миколог, нанятый управлением по борьбе с наркотиками для сбора информации о «Голубом ангеле», а также мать-одиночка, следящая за своим больным сыном Уайтом.

## Серии
| № | Название          | Режиссёр      | Автор сценария         | Дата премьеры    | Зрители US (млн) |
| --- | ----------------- | ------------- | ---------------------- | ---------------- | ---------------- |
| 1 | «Пилотный выпуск» | Камилла Бозец | Джо Беннет & Стив Хели | февраль 2, 2025  | 0.18             |
| На пресс-конференции фармацевтической компании Реютикал происходит словесная перепалка между Маршаллом Кьюзо, немного полным человеком, выглядящим как хиппи средних лет, и CEO компании Риком Крюгером. После того, как охрана выводит Маршалла с конференции, он встречает свою одноклассницу Френсис Эпплуайт. Не подозревая, что она является ассистентом Рика, Маршалл рассказывает ей о свойствах нового гриба, который способен лечить любые раны и психологические травмы. Он демонстрирует его свойства тут же, убив голубя и дав ему этот гриб. Воскреснув, голубь как ни в чем не бывало улетает прочь. Агентство по борьбе с наркотиками (АБН) следит за Маршаллом. Для слежки за ним назначена пара любящих музыку агентов - Копано и Харрингтон, которые уже давно работают вместе. В кофейне Маршалл рассказывает Френсис, что гриб Голубой ангел трудно было найти и растет он только в отдаленной долине в горной местности в Перу. У компании Реютикал вверх по реке от долины есть завод, отходы от которого постепенно все отравляют. Пока Френсис отходит позвонить, у Маршалла происходит нервный срыв и он незаметно уходит. После разговора с Риком о возможном новом препарате Френсис решает разузнать о новом грибе, чтобы заработать денег. Ей нужны деньги для того, чтобы погасить учебный кредит и расходы страховой компании, которая оплачивает уход за матерью Френсис с деменцией. Маршалл возвращается к себе домой и видит предупреждение системы безопасности. АБН проводит обыск в его доме, подозревая его в производстве наркотиков, однако Маршалл успевает спастись вместе со своим питомцем черепахой Сократом через заранее выкопанный лаз под домом и уезжает на спрятанной машине. Оказавшись в безопасности, Маршал звонит Френсис из уличного автомата. |                   |               |                        |                  |                  |
| 2 | «Лейкшор Лимитед» | Шон Бакли     | Стив Хели              | февраль 2, 2025  | 0.18             |
| Коннор, служащий Реютикал на заводе в Перу, встречается с Сесилией, официальным лицом федерального правительства, и Джонасом "Волком" Бакстейном, членом правления Реютикал. Коннор рассказывает, как Маршал спас у него на глазах раненного ребенка. Он тут же демонстрирует лечебные свойства гриба: протыкает себе ножом руку, принимает гриб и рука заживает. Сесилия усиливает наблюдение за Маршаллом. В то же время Джонас посылает наемников, которые должны убить миколога. Маршалл, все еще находясь в бегах, пробует встретиться с Френсис, а также заходит к своему сводному брату Зейну, который работает в ветеринарной аптеке, чтобы раздобыть лечение для своей черепахи. Копано и Харрингтон начинают сами себе задавать вопросы, почему их послали следить за домом миколога. Френсис пытается в инете что-то найти по поводу Голубого ангела, чтобы замотивировать Рика начать производство. Для этого она отправляется в дом Маршалла. Миколог звонит знакомой (позже мы узнаем ее имя - Хильди), чтобы она забрала домашних животных из его дома и уничтожила ноутбуки и бумаги. Однако люди, которых послали все это сделать случайно поджигают дом во то самое время, когда Френсис находится внутри. Ей чудом удается выбежать из дома, сесть в машину и уехать. Наемники Бекстайна устраивают засаду Маршаллу, сбивают его машину тяжелой фурой, но он лечит себя грибами и спасается. Копано и Харрингтон забирают на машине Амелию, приглашенного миколога, которая сможет разобраться в образцах грибов из дома Маршалла, но, приехав на место, обнаруживают сгоревший дом. Джонас боится распространения информации о целебных свойствах гриба. Он убивает Коннора, стреляя ему в голову, чтобы тот не смог себя восстановить при помощи гриба.                             |                   |               |                        |                  |                  |
| 3 | «Хильди»          | Винсент Цуи   | Эмма Барри             | февраль 9, 2025  | 0.14             |
| Маршал ускользает от агентов, которым удается подсадить механического робота с камерой в виде паука на его сумку. Френсис навещает свою мать Соню в учреждении по уходу за людьми, которым трудно самим о себе позаботиться, и находит письмо от Маршалла, в которое он вложил лечебный гриб. Френсис смешивает его с едой и кормит этим Соню, надеясь на лечебную силу гриба, но разочаровывается, когда не видит ожидаемый эффект. Маршалл на дороге встречает место автомобильной аварии и дает гриб Джону, сильно пострадавшему водителю. Маршалл приезжает к своей старой университетской наставнице по микологии Хильди и сообщает ей, что нашел тот самый гриб - Голубой ангел. Она первоначально скептически относится к его словам, утверждая, что провела много времени в Перу и не нашла гриб. Но потом после рассказа об отходах, она понимает, что именно адаптация к медицинским отходам Реютикал помогла грибу выжить. Маршалл не торопится показывать Хильди гриб, тогда она стреляет себе в грудь, чтобы заставить его дать ей гриб. Приняв гриб, она видит повторяющийся образ взрывающейся своей головы, а в конце появляется маленький голубой шар. Маршалл просит помощи у Хильди, но она хочет забрать оставшиеся грибы себе. Она попыталась застрелить Маршалла, но он предварительно вынул из ее пистолета пули. Амелия находит Голубой ангел среди улик, собранных в доме Маршалла. Джон, жертва автомобильной аварии, выздоравливает и видит навеянные грибом видения тонких, голых, белых человечков. Соня видит в галлюцинациях тех же маленьких человечков и приветствует их, восстанавливая свою способность говорить. |                   |               |                        |                  |                  |
| 4 | «Свалка»          | Камилла Бозец | Жан Кийонг Фрейзер     | февраль 16, 2025 | н/д              |
| Френсис и Рик едут в деловую поездку в Швейцарию. Рик разрешает Френсис взять с собой ее бойфренда - Ника. После секса Ник делает предложение Френсис, на что она отвечает, что не готова к такому решению. Сиделка мамы сообщает, что та пошла на поправку и вновь обрела способность говорить. Френсис оставляет начальника и молодого человека в Швейцарии, вылетает к маме и убеждается, что гриб вылечил мамину деменцию. Френсис определяет по открытке Маршалла город, в котором он находится, и летит к нему. В то же время Маршалл решает приобрести участок земли рядом со свалкой химических отходов, надеясь вырастить здесь грибы. Соседи считают его подозрительным. Маршалл использует один из оставшихся грибов, чтобы в лабораторных условиях воссоздать почву для грибов, но у него ничего не получается. Случайно рядом с местным магазином Маршалл встречает Френсис. Она благодарит его за исцеление мамы. Копано и Харрингтон просят Амелию исследовать грибы. Кроме того детектив Харрингтон приглашает Амелию на свидание, но миколог не приходит. Френсис пытается помочь Маршаллу вырастить грибы, но им мешает нанятый киллер, который пытается убить Маршалла. Убийца преследует Маршалла на соседском мотоцикле, но в последний момент взрывается на пехотной мине, которую зарыл помешанный на милитаризме сын соседа. |                   |               |                        |                  |                  |
| 5 | «Star-Tel-Lite»   | Шон Бакли     | Дэйв Кинг              | февраль 23, 2025 | 0.19             |
| Новые соседи меняют свое отношение после того, как Маршалл излечивает Томми, их больного сына, дав ему один из двух оставшихся грибов. Френсис незаметно записывает процесс исцеления на видео и отсылает Рику, который во время обеда показывает видео Джонасу. Но тот говорит, что это фейк. В это время агенты Копано и Харрингтон находят местоположение Маршалла и под видом работников кабельной компании Star-Tel-Lite предлагают бесплатный инет на год за установку тарелки на крыше соседей. Они это делают, чтобы через камеры на крыше наблюдать за микологом. Когда Маршалл с своей школьной подругой отправляются в магазин, Френсис сталкивается с Хильди и ее бандой без каких-либо последствий. Френсис советует Маршаллу последний гриб высадить в открытый грунт. Они отправляются в лес с Сократом, дают черепахе вывести их на пригодное для гриба место. Френсис кидает растертый гриб и черепаха какает на него. На следующий день они обнаруживают, что на этом месте появились новые грибы. Они берут по грибу и пробуют их, чтобы на себе ощутить возможные последствия. Маршалл видит странные галлюцинации, в которых белые человечки превращаются в бактерии. Они просыпаются от стука в дверь полиции. Маршалла арестовывают за поджог своего собственного дома, который он не совершал. Перед тем, как его сажают в полицейскую машину, Френсис целует его. |                   |               |                        |                  |                  |
| 6 | «В системе»       | Винсент Цуи   | Джон Фор               | март 2, 2025     | н/д              |
| Маршалл в тюрьме. Ему отказывают в освобождении под залог. Его адвокат говорит, что он перешел дорогу кому-то очень влиятельному. Странный наемный убийца грабит автозаправку и сам звонит в полицию, чтобы его посадили в тюрьму к Маршаллу. Агенты Копано и Харрингтон находят Сократа и отдают его Френсис. Френсис вместе с Сократом и выращенными грибами возвращается в Реютикал, ее подтолкнул к этому решению разговор с мамой. Френсис приходит к Маршаллу в тюрьму. Он просит ждать его в парке Джошуа-Три в случае, если ему удастся выбраться из тюрьмы. Коллега Френсис Кики, занимающаяся исследованиями новых лекарств в фирме Реютикал, убеждает Френсис, что фирма выпускает действительно помогающие людям лекарства, например, популярное средство от сердечной недостаточности - об эффективности этого средства говорит статистика. После этого Френсис решается отнести грибы к Рику, требует повышения до главы отдела маркетинга, своего кабинета, увеличения зарплаты. Агентов Копано и Харрингтон разделяют, им дают новых напарников в качестве наказания за то, что они не нашли грибы. В этот же день к Маршаллу в тюрьму приходит Хильди и заявляет, что Френсис работает на фармкомпанию. Маршалл решает проверить слова Хильди, припоминая последние фразы Френсис. Маршалл звонит в Реютикал, просит позвать Френсис. Она берет трубку, он вешает. Френсис понимает, что это звонил Маршалл. После звонка на него нападает убийца с отравленным шприцом. |                   |               |                        |                  |                  |
| 7 | «Иглобрюх»        | Камилла Бозец | Кэри Дорнетто          | март 9, 2025     | н/д              |
| До того, как убийца успел выпустить яд из шприца в кровь Маршалла, группа заключённых останавливает его и убивает. В награду за спасение они просят миколога помогать им, используя знания травника. В доме престарелых Соня, мама Френсис, почувствовав себя вновь юной, забирается на дерево, но, не рассчитав вес, встаёт на ветку, которая под ней ломается, и она разбивается насмерть. Френсис подавлена, но Кики и Рик Крюгер успокаивают ее. Рик основывает фонд в память о Соне, который будет заниматься исследованиями свойств гриба "Голубой ангел". Маршалл узнает, что Амелия работает волонтером в его тюрьме. Она признается ему, что устроилась сюда, что помочь ему, так как гриб, который она нашла пока работала на АБН, помог ей вылечить ее больного сына. Она предлагает помощь в организации побега. Маршалл просит ее принести тетродотоксин (яд органического происхождения, который рыба Иглобрюх использует для защиты). В малых дозах это синтезированное вещество используется как обезболивающее. Она синтезирует тетродотоксин и приносит Маршаллу, но случайно увеличивает в два разу концентрацию токсина. Вне службы агент Харрингтон приезжает к Копано. Последний предполагает, что в деле с Маршаллом есть заговор между фармкомпанией и правительством. В своей камере Маршалл выпивает раствор тетродотоксина и задыхается от паралича дыхательных мышц. |                   |               |                        |                  |                  |
| 8 | «Амелия и Уайатт» | Шон Бакли     | Дэн Шофилд             | март 16, 2025    | н/д              |
| На следующую ночь Маршалл "воскресает" в морге. Амелия расстёгивает его мешок, спасая от удушья. Она тайком вывозит Маршалла из морга. Вместе с сыном Амелии они едут в квартиру Френсис, чтобы забрать черепаху Сократа. На ипподроме Копано и Харрингтон наблюдают за тем, как Джонас о чем-то разговаривает с Сесилией. Напарники решают продолжать вести это дело даже вне работы. Френсис разрывает отношения с Ником. Джонас заставляет Рика остановить проект создания лекарственного средства на основе гриба, запугивая его коллапсом экономики и жестокой войной, если гриб станет повсеместно доступным. Маршалл против того, чтобы Френсис делала лекарственное средство на основе гриба в Реютикал. Он забирает Сократа и остатки грибов. Френсис находит рисунок Уайатта, оставленный на стене ее апартаментов. Сын Амелии изобразил, что грибу для роста требуются экскременты черепахи. Копано и Харрингтон обнаруживают, что Амелия забрала тело Маршалла из морга. Маршалл ещё раз приходит в магазин к своему сводному брату Зейну, чтобы найти еду для черепахи. Уайатт и Маршалл независимо видят маленьких человечков. Эти видения сопутствуют употреблению грибов. Джонас узнает, что у него серьезное заболевание. Френсис отстранена от работы в связи с закрытием проекта. Рик, прихватив с собой один из грибов, предлагает Френсис работать вместе в его новой фирме. Амелия, Уайатт возвращаются вместе с Маршаллом в его дом рядом со свалкой медицинских отходов. Они обнаруживают, что банда Хильди и соседи объединились, пытаясь найти способ выращивать грибы. |                   |               |                        |                  |                  |
| 9 | «Край обрыва»     | Винсент Цуи   | Софи Кригель           | март 23, 2025    | н/д              |
| Хильди убеждает Маршалла продолжить выращивать грибы. Все подключаются к процессу производства. К ним на ферму приходит все больше людей за грибами. В то же время Рик и Френсис пытаются синтезировать эквивалент этого гриба. Тесты на добровольцах показывают проявление шизофрении и других расстройств после приема. Копано и Харрингтон выясняют, что Маршалл все ещё жив и находится на ферме, надавив на Зейна. Харрингтон хочет сообщить начальству о своей находке, Копано же видит заговор и пытается разобраться в деле Маршалла самостоятельно. Харрингтон извещает о том, что Маршалл жив Сессилию, которая повышает ее до агента ФБР и даёт задачу в составе группы устроить облаву на грибную ферму. Возвратившись в госпиталь, Джонас узнает, что его болезнь на терминальной стадии, ему остаются недели. Он пытается дозвониться до Рика, но у него не получается. Маршалл все чаще видит белых человечков. На ферму среди других, пришедших за помощью, является Джон, жертва автомобильной аварии, которому помог Маршалл, и говорит, что после приема грибов его жизнь превратилась в кошмар. Маршалл решает приостановить раздачу грибов. Он задумывается о побочных явлениях, если человек их принимает слишком много. В то же время Хильди и ещё несколько людей на ферме решают сделать настойку из гриба, утаивая это от Маршалла. Также Маршалл узнает, что грибы отдаются людям не бесплатно, а за большие деньги. Он предупреждает Хильди об опасности грибов, о том, что его побочные эффекты ещё не изучены. Хильди приглашает Маршалла на прогулку в лес, чтобы обсудить все это. Как только они достигают края обрыва, Хильди сталкивает его вниз. Он умирает от ударов о камни.                                                                                       |                   |               |                        |                  |                  |
| 10 | «Облава»          | Камилла Бозец | Стив Хели              | март 30, 2025    | н/д              |
| Копано сам приезжает на ферму, Харрингтон в составе группы захвата ФБР. Копано внезапно находит труп Маршалла в лесу и оживляет его с помощью гриба. Маршалл видит галлюцинацию, в которой понимает, что может общаться с Френсис на расстоянии. Френсис внезапно покидает деловую встречу с Риком и другим CEO, прекращает сотрудничество с фирмой Рика и отправляется в парк Джошуа-Три, чтобы найти Маршалла. Джонас приходит на грибную ферму и, когда ФБР начинает облаву, он жадно принимает сразу несколько грибов, что приводит его в ужасающее состояние. В то же время Копано убеждает Маршалла уехать от облавы вместе с Сократом. Сам он остается на ферме. Копано случайно ранят в перестрелке. Облава окончена, грибы уничтожены. Амелии, Уайатту и Хильди удается уйти. Рик выводит на рынок и рекламирует новый продукт со свойствами синтезированных грибов "Sparkl", пищевую добавку, которую не надо регистрировать как лекарственное средство. В госпитале Харрингтон навещает Копано, который находится в тяжелом состоянии после ранения, и дает ему гриб. После этого она едет в пустыню, чтобы найти Маршалла и Френсис. Хильди и ее сообщники наливают грибную настойку в городскую водонапорную башню. Зейн делает оптовую закупку черепах из Перу. Маршалл и Френсис встречаются в парке и мирятся. |                   |               |                        |                  |                  |

## Распространение
По состоянию на февраль 2025 года, сериал транслируется на американском телеканале Adult Swim (являющегося, в свою очередь, ночным блоком американского телеканала Cartoon Network). 
Также распространяется по подписочной модели через аффилированные с телеканалом стриминговые сервисы Max и Hulu в регионах их присутствия.